# توماس وینتر (شناگر)
توماس وینتر (به انگلیسی: Thomas Winter) (زادهٔ ۱۵ اکتبر ۱۹۳۹) شناگر اهل ایالات متحده آمریکا است.